# Thư lại
Thư lại (書吏/Clerk) là lại viên thấp nhất trong một cơ quan bộ, tự, viện, ty hoặc tỉnh, phủ tại các triều đình xưa. Do đặt ở nhiều cơ quan khác nhau, nên chức vụ, trách nhiệm và trật cũng khác nhau. Thường các thư lại giúp việc liên quan đến giấy tờ, hành chính cho các Chủ sự, Tư vụ hoặc quan viên trong các cơ quan mà ngày nay được gọi là thư ký. Thời Nguyễn, Thư lại có trật từ Chánh bát phẩm đến cuối nhất là Tòng cửu phẩm cho các Vị nhập lưu Thư lại (未入流書吏 - Clerk who is not yet of official status - Vị nhập lưu 未入流 nghĩa là chưa được cho vào hệ thống phẩm tước tức chưa có chức hoặc chức thấp nhất).